# مسيحية قوطية

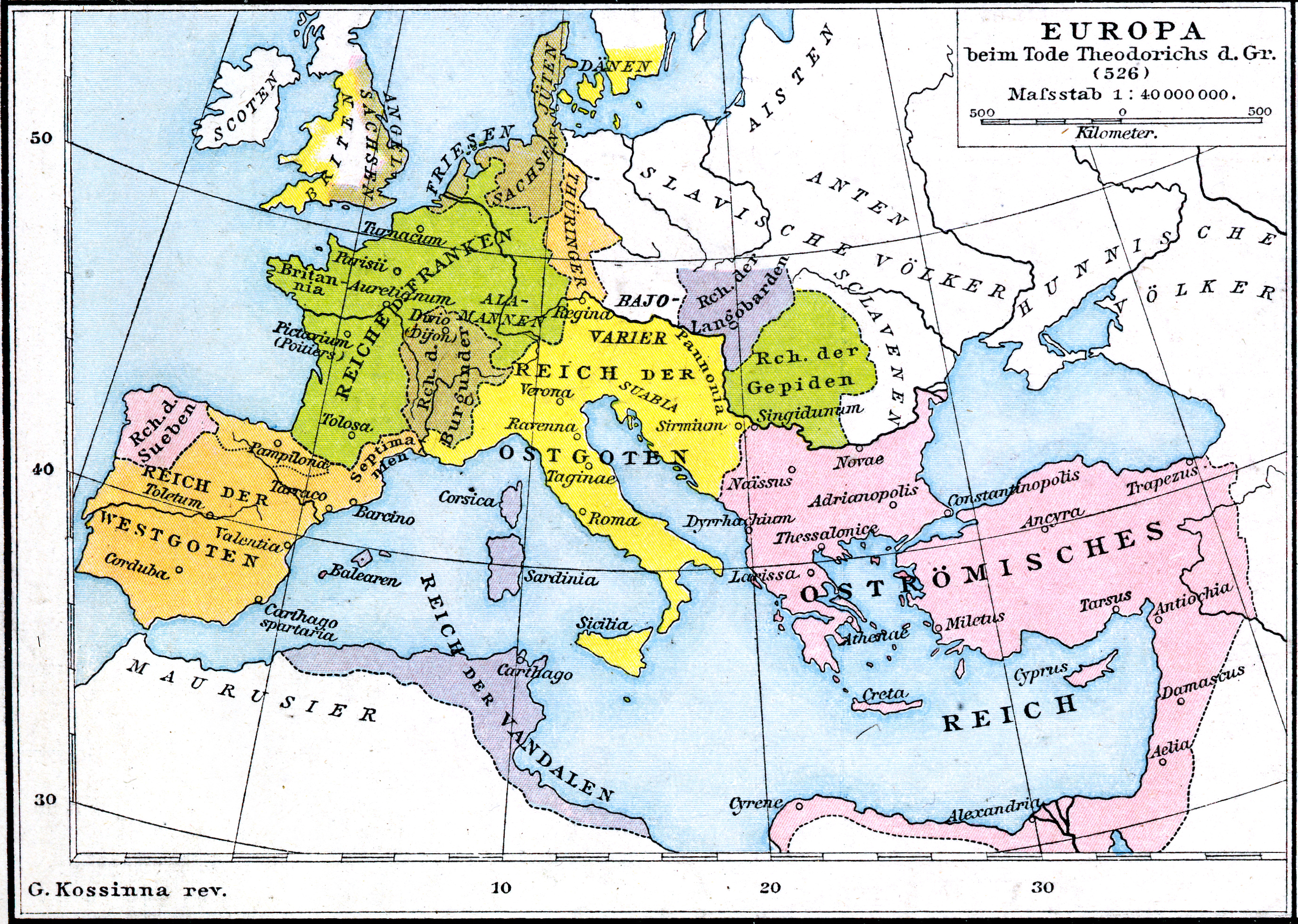

المسيحية القوطية هو مصطلح يشير إلى المعتنق المسيحي الذي انتشر بين القوط وبعض الغبيديين والوندال والبرغنديين الذين يُعتقد أنهم استخدموا نسخة قوطية للكتاب المقدس، وتشاركوا بعض العقائد والممارسات المشتركة بينهم.
اعتنقت القبائل القوطية المسيحية في وقت ما بين سنتي 376-390م، تقريبًا في فترة سقوط الإمبراطورية الرومانية الغربية. تعد المسيحية القوطية أقدم نتائج تنصير الشعوب الجرمانية، قبل ما يزيد على قرن من تعميد الملك الفرانكي كلوفيس الأول.
كان المسيحيون القوطيين من أتباع الآريوسية. وهو المذهب الذي اعتنقه أعضاء الكنيسة بدءً من المؤمنين البسطاء والكهنة والرهبان إلى الأساقفة والأباطرة وأفراد العائلة الإمبراطورية في روما، مثلما فعل الأباطرة الرومان قنسطانطيوس الثاني وفالنس.
بعد طردهم من روما، انتقل القوط الغربيون لاحتلال إسبانيا وجنوب فرنسا. ثم طٌردوا من فرنسا، تبنّى القوط الإسبان رسميًا مسيحية نيقية [الإنجليزية] بعد مجمع طليطلة الثالث [الإنجليزية] سنة 589م.